# Requiem pour un vampire
Pour plus de détails, voir Fiche technique et Distribution.
Requiem pour un vampire est un film français de Jean Rollin, sorti en 1972.

## Synopsis
Profitant d'une fête costumée, Marie et Michelle s'enfuient d'un centre de redressement. Après une course poursuite avec la police et la mort de leur complice, elles n'ont d'autre choix que de fuir dans la campagne environnante. La nuit tombée, elles finissent par se réfugier dans un étrange château, sans se douter qu'il abrite une secte de vampires.

## Fiche technique
- Titre : Requiem pour un vampire ou Vierges et Vampires
- Réalisation : Jean Rollin et Lionel Wallmann
- Scénario et dialogues : Jean Rollin
- Photographie : Renan Pollès
- Musique : Pierre Raph
- Montage : Michel Patient
- Production : Films ABC - Sam Selsky
- Durée : 95 minutes
- Date de sortie :
  -  France : 5 avril 1972 (Interdit aux moins de 16 ans)

## Distribution
- Marie-Pierre Castel : Marie
- Mireille Dargent : Michèle
- Michel Delesalle : le vieux vampire
- Dominique : Erika
- Louise Dhour : Louise
- Philippe Gasté : Frédéric
- Paul Bisciglia : le cycliste
- Jean-Noël Delamarre : l'ami de Michèle et Marie
- Antoine Mosin : le premier barbare
- Olivier François : le second barbare
- Dominique Toussaint : le troisième barbare
- Agnès Jacquet : la première victime des vampires
- Anne-Rose Kurrat : la deuxième victime des vampires
- Agnès Petit : la troisième victime des vampires

## Production
Le film a été tourné dans le château de La Roche-Guyon.